# Pomnik Marka Antoniusza w Wiedniu
Pomnik Marka Antoniusza (niem. Marc-Anton-Monument, także Marc-Anton-Gruppe) – pomnik usytuowany przy Friedrichstraße, przed budynkiem Secesji (niem. Wiener Secessionsgebäude) w Wiedniu w Austrii.

## Opis
Odlany z brązu, pierwotnie patynowany i częściowo pozłacany pomnik Marka Antoniusza został wykonany w latach 1899–1900 przez artystę Arthura Strassera, członka stowarzyszenia secesji wiedeńskiej, na zlecenie rządu austriackiego (ówczesnego ministerstwa nauczania, niem. Unterrichtsministerium) z przeznaczeniem wyeksponowania go na paryskiej wystawie światowej w 1900 roku. Monument wykonała Kaiserliche und Königliche Kunst- Erzgießerei Wien (pol. Cesarska i Królewska odlewnia sztuki w Wiedniu). Wpisany został do inwentarza Kaiserliche und Königliche Hofgalerie (pol. Cesarskiej i Królewskiej galerii dworskiej), obecnie Österreichische Galerie Belvedere.
Zanim powstał dzisiejszy pomnik Arthur Strasser wykonał w 1896 roku zielono patynowany niewielki model gipsowy nazwany „Marc Antonius Triumwirator”. Posłużył on następnie do wykonania identycznego modelu gipsowego w 5/3 naturalnej wielkości, który zaprezentowano w 1898 roku i odpowiadał on wymiarom współczesnego pomnika z brązu, do którego odlania posłużył.
Rzeźba ukazuje rzymskiego generała, polityka i męża stanu Marka Antoniusza siedzącego wygodnie w triumfalnym rydwanie ciągniętym przez lwi zaprzęg złożony z trzech lwów, który tworzą lew umieszczony pośrodku w towarzystwie dwóch lwic po bokach. Po prawej stronie rydwanu, lgnąc do niego, z zamkniętymi oczami podąża lwica trzymana na łańcuchu przez Marka Antoniusza. W drugiej ręce trzyma laskę dowódczą. Masywna postać Marka Antoniusza jest ubrana w tunikę z przywdzianą na nią togą. Odwzorowanie rydwanu zostało wykonane bardzo szczegółowo. Na półokrągłej tylnej ścianie rydwanu umieszczono sześć płaskorzeźb przedstawiających sceny z życia Marka Antoniusza.
Pierwotnie pomnik po zakończeniu wystawy miał być ustawiony przy Babenbergerstraße przed Muzeum Historii Sztuki (niem. Kunsthistorisches Museum). Jednakże stanął (jak zakładano początkowo, miała to być lokalizacja tymczasowa) przed budynkiem Secesji wiedeńskiej i stan ten trwa do dzisiaj.
W 1945 roku podczas radzieckiej operacji wiedeńskiej pomnik uległ zniszczeniu, uszkodzony przez odłamki bomb. Odbudowano go dopiero w 1956 roku. W 2005 roku podczas przebudowy placu i stacji metra Karlsplatz został zdemontowany i odrestaurowany. Koszt odnowienia wyniósł 100 tysięcy euro. Ważący około czterech ton monument ustawiono wtedy na podwyższonym cokole, aby zapobiec wchodzeniu na pomnik, a w szczególności siadaniu na pomnikowe lwy.

## Galeria

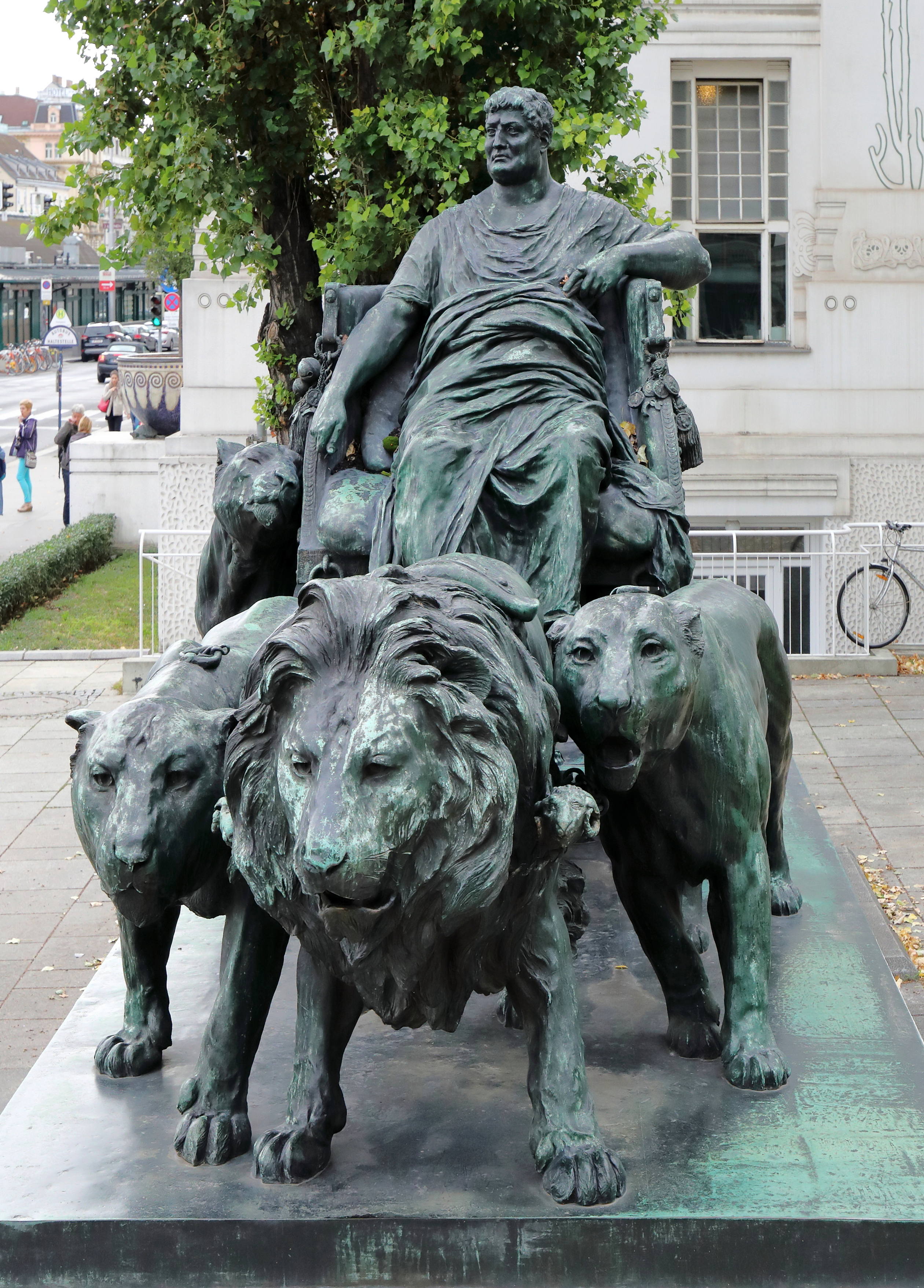
Widok pomnika od frontu
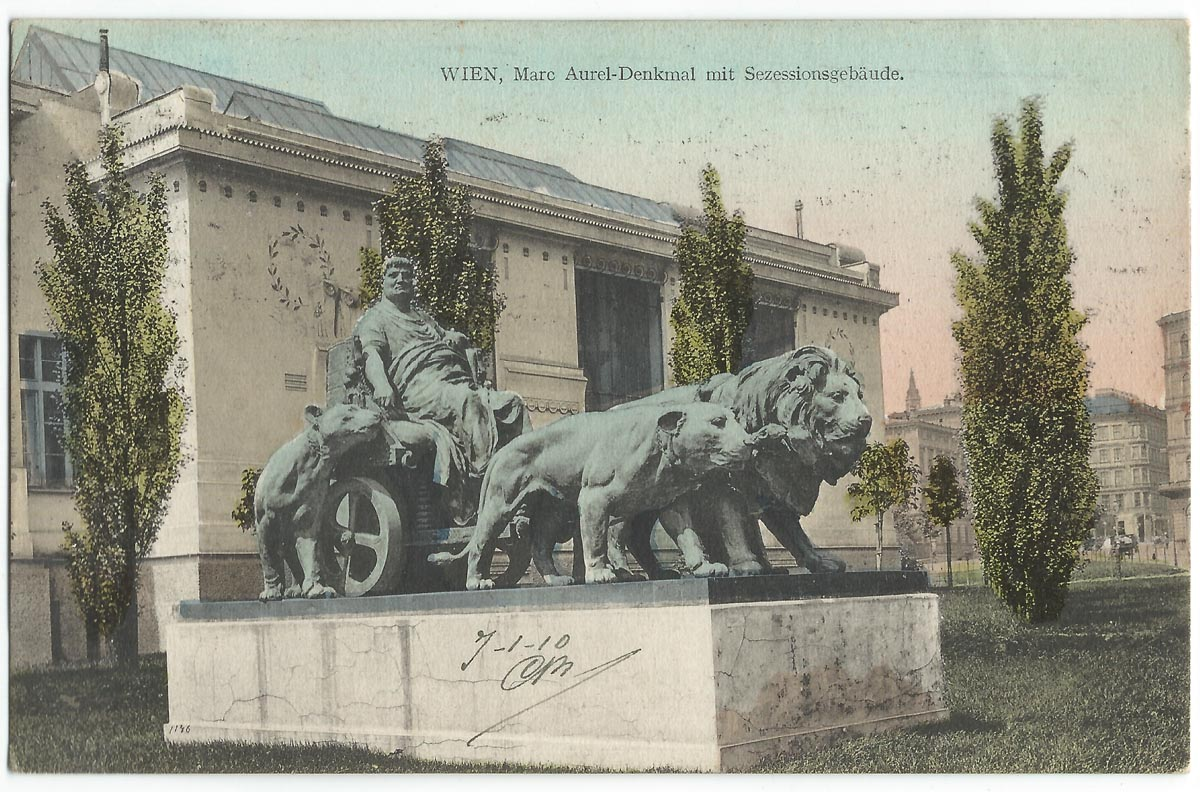
Pomnik w 1910 roku
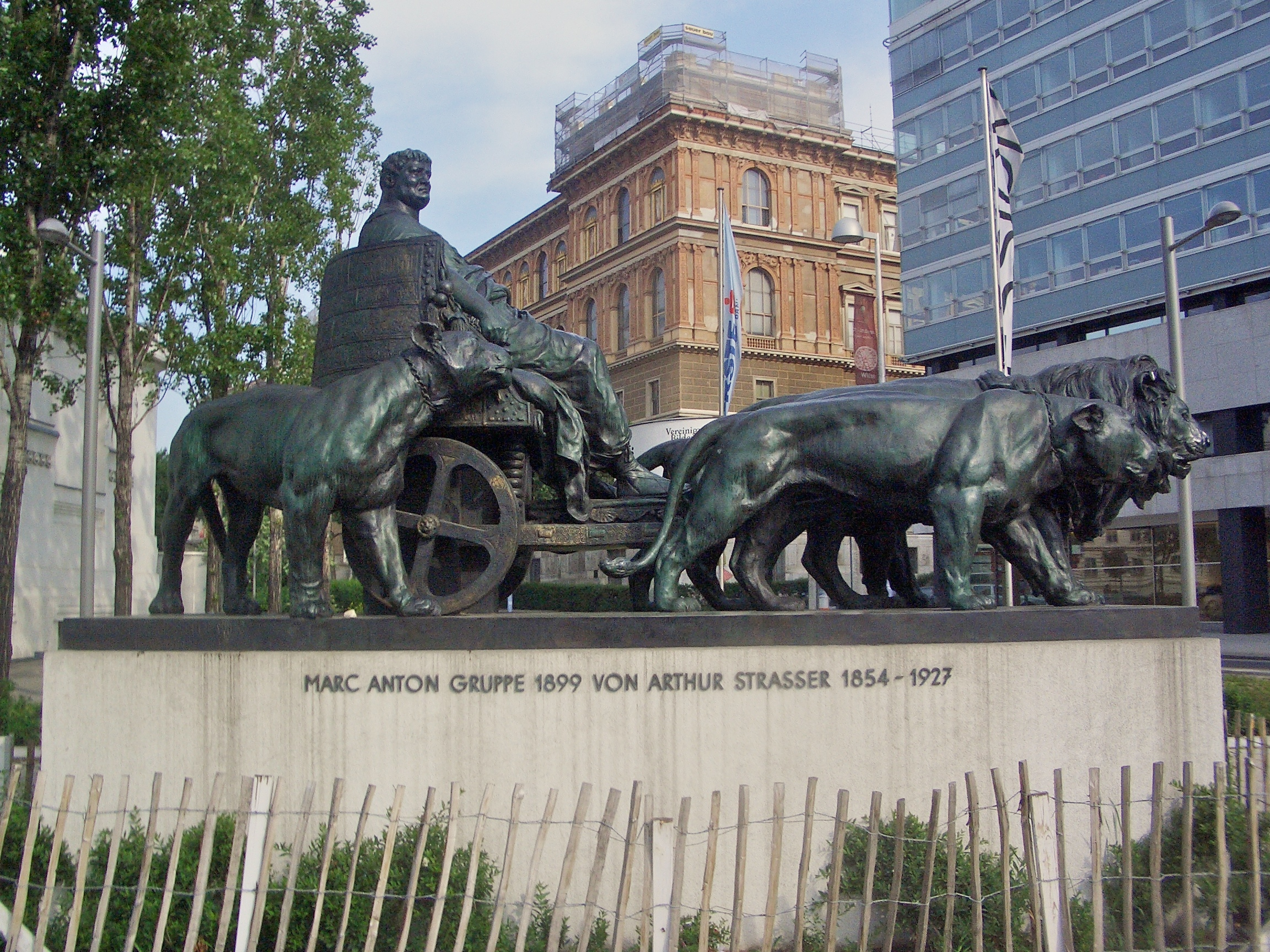
Widoczny napis na cokole pomnika